# Velasco le basque
Velasco le Basque (arabe : بلشك الجلشقي, Balask al-Galaski) était le souverain de Pampelune au début du IXe siècle.
Velasco est arrivé au pouvoir en 799 lors du soulèvement qui a renversé le règne omeyyade à Pampelune, quand Muṭarrif ibn Mūsa, probablement du Banu Qasi, y fut assassiné , .
En l’an 816 ( AH 200), Abd al-Karīm mena une expédition contre Velasco, qu’il décrit comme le « seigneur de Pampelune » (arabe : صاحب  بنبلونة, sahib) et « l’ennemi de Dieu ». Velasco n'a reçu aucune aide de ses alliés francs. En fait, le gouverneur omeyyade de Saragosse, le futur ʿAbd al-Raḥmān II, a même envoyé une ambassade à l’empereur franc Louis le Pieux cette année-là, peut-être pour prévenir une réaction franque.
Velasco a reçu l’aide du Royaume des Asturies voisin sous le contrôle d'Alphonse II des Asturies, qui était lui-même à moitié basque .
La bataille eut lieu à Pancorbo et se conclut par la défaite des chrétiens et la mort de Velasco.
Eneko Arista lui succéda sur le trône de Pampelune .